# Lwówek Śląski (gmina)
Lwówek Śląski – gmina miejsko-wiejska w województwie dolnośląskim, w powiecie lwóweckim. W latach 1975–1998 gmina położona była w województwie jeleniogórskim.
Siedziba gminy to Lwówek Śląski.
Według danych z 31 marca 2013 gminę zamieszkiwało 17 911 osób. Natomiast według danych z 30 czerwca 2020 roku gminę zamieszkiwało 17 219 osób.

## Struktura powierzchni
Według danych z roku 2002 gmina Lwówek Śląski ma obszar 240,37 km², w tym:
Gmina stanowi 33,86% powierzchni powiatu lwóweckiego.

## Demografia

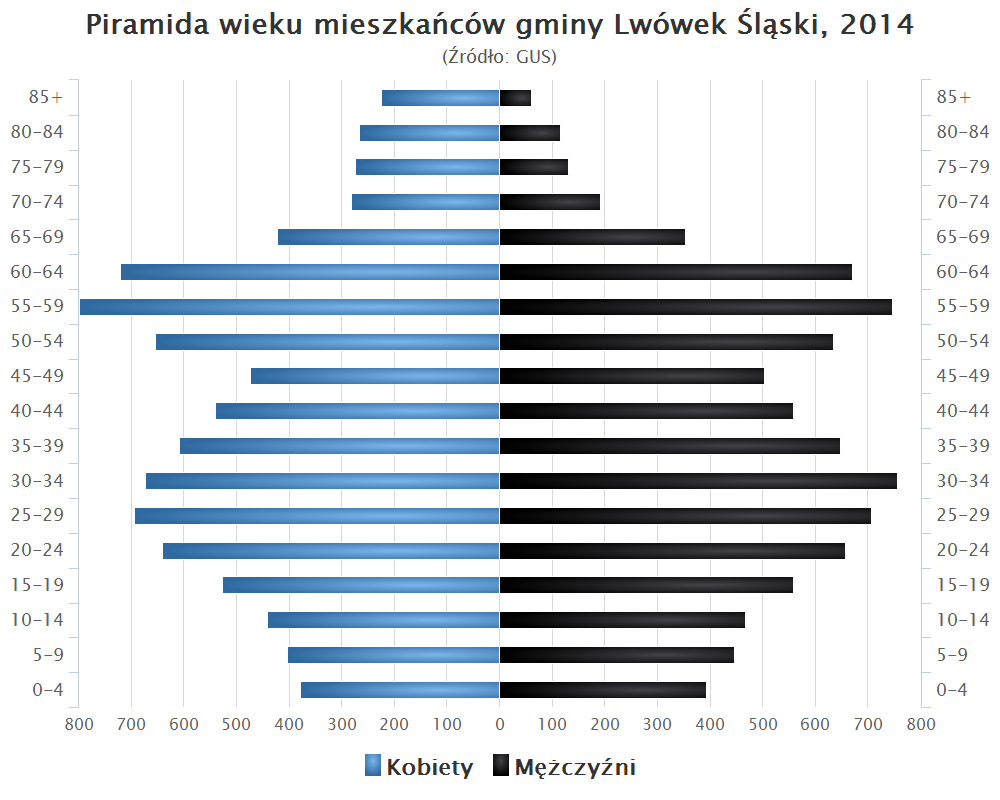
Piramida wieku mieszkańców gminy Lwówek Śląski w 2014 roku

Dane z 31 marca 2013:
| Opis                              | Ogółem | Ogółem | Kobiety | Kobiety | Mężczyźni | Mężczyźni |
| --------------------------------- | ------ | ------ | ------- | ------- | --------- | --------- |
| jednostka                         | osób   | %      | osób    | %       | osób      | %         |
| populacja                         | 17 911 | 100    | 9167    | 51,2    | 8744      | 48,8      |
| gęstość zaludnienia (mieszk./km²) | 74,5   | 74,5   | 38,1    | 38,1    | 36,4      | 36,4      |

## Sołectwa
| Lp.     | Zdjęcie | Miejscowość      | Ludność | Powierzchnia (ha) |
| ------- | ------- | ---------------- | ------- | ----------------- |
| 1.      |         | Bielanka         | 180     | 713,08            |
| 2.      |         | Brunów           | 140     | 275,41            |
| 3.      |         | Chmielno         | 405     | 863,80            |
| 4.      |         | Dębowy Gaj       | 190     | 1045,69           |
| 5.      |         | Dłużec           | 224     | 1519,11           |
| 6.      |         | Dworek           | 100     | 532,14            |
| 7.      |         | Gaszów           | 81      | 439,34            |
| 8.      |         | Górczyca         | 110     | 497,17            |
| 9.      |         | Gradówek         | 220     | 673,58            |
| 10.     |         | Kotliska         | 416     | 1322,67           |
| 11.     |         | Mojesz           | 285     | 862,70            |
| 12.     |         | Nagórze          | 45      | 386,61            |
| 13.     |         | Niwnice          | 880     | 1988,17           |
| 14.     |         | Pieszków         | 54      | 321,50            |
| 15.     |         | Płóczki Dolne    | 638     | 538,52            |
| 16.     |         | Płóczki Górne    | 554     | 2091,25           |
| 17.     |         | Radłówka         | 317     | 531,87            |
| 18.     |         | Radomiłowice     | 77      | 468,71            |
| 19.     |         | Rakowice Małe    | 182     | 351,62            |
| 20.     |         | Rakowice Wielkie | 839     | 774,03            |
| 21.     |         | Skała            | 145     | 288,36            |
| 22.     |         | Skorzynice       | 374     | 1162,97           |
| 23.     |         | Sobota           | 489     | 609,64            |
| 24.     |         | Ustronie         | 241     | 987,35            |
| 25.     |         | Włodzice Małe    | 283     | 627,81            |
| 26.     |         | Włodzice Wielkie | 413     | 814,22            |
| 27.     |         | Zbylutów         | 591     | 1276,59           |
| 28.     |         | Żerkowice        | 162     | 340,53            |
| Łącznie | Łącznie | Łącznie          | 8635    | 22304,44          |

## Sąsiednie gminy
- Bolesławiec,
- Gryfów Śląski,
- Lubomierz,
- Nowogrodziec,
- Pielgrzymka,
- Warta Bolesławiecka,
- Wleń.

## Lądowisko gminne
| Miejscowość   | Kod    | Typ lądowiska | Współrzędne lokalizacji                   | Wys. m n.p.m. |
| ------------- | ------ | ------------- | ----------------------------------------- | ------------- |
| Lwówek Śląski | DLW 03 | boisko        | 51°06′46″N 15°34′18″E/51,112778 15,571667 | 215.9         |

Źródło: Lotnicze Pogotowie Ratunkowe

## Sport

### Piłka nożna
Na terenie gminy i miasta Lwówek Śląski znajdują się następujące drużyny piłkarskie:
| Liga                    | Nazwa klubu              |
| ----------------------- | ------------------------ |
| V Liga (Klasa Okręgowa) | LKS Czarni Lwówek Śląski |
| VII Liga (B Klasa)      | KS Włodzice              |
| VII Liga (B Klasa)      | KS Kotliska              |
| VII Liga (B Klasa)      | LZS Niwnice              |
| VII Liga (B Klasa)      | LZS Sobota               |
|                         |                          |
| VII Liga (B Klasa)      | Zbylut Zbylutów          |

| Legenda             |
| Oznaczenie kolorami |
| ------------------- |
| I poziom ligowy     |
| II poziom ligowy    |
| III poziom ligowy   |
| IV poziom ligowy    |
| V poziom ligowy     |
| VI poziom ligowy    |
| VII poziom ligowy   |
| VIII poziom ligowy  |